# Коннолли, Мэттью
Мэттью Томас Мартин Коннолли (англ. Matthew Thomas Martin Connolly; 24 сентября 1987, Барнет, Англия) — английский футболист, защитник.

## Карьера
Воспитанник «Арсенала», но за основную команду Коннолли не провёл ни одного матча, зато стал капитаном дублирующий команды «Арсенал». В 2006 году из-за недостатка игровой практики на высоком уровне был отправлен в аренду в «Борнмут», а потом в «Колчестер Юнайтед». В общей сложности Коннолли сыграл 5 матчей и забил 1 гол за «Борнмут» и появлялся в 16 матчах и забил 2 гола за «Колчестер Юнайтед».
В 2008 году подписал контракт с «Куинз Парк Рейнджерс».

## Достижения
«КПР»
- Чемпионат Футбольной лиги Англии: 2010/11 (1-е место, выход в Премьер-лигу).